# Tuertella
Tuertella là một chi bướm đêm thuộc họ Noctuidae.

## Các loài
- Tuertella rema Druce, 1910